# FC Alisontia Steinsel
Actualités
L’Alisontia Steinsel est un club de football luxembourgeois de la localité de Steinsel, créé en 1933 sur les cendres de plusieurs clubs à la durée de vie éphémère (Komer Steinsel de 1909 à 1910, Espérance Steinsel de 1918 à 1923 et finalement l'Alzette Steinsel de 1923 à 1926. 
Le club prenait alors le nom de Alisontia Steinsel, Alisontia étant le nom latin de la rivière Alzette. Ses couleurs étaient comme aujourd'hui, le bleu et le blanc. L'équipe évolue dans le championnat luxembourgeois de Promotion d'Honneur.

## Histoire
1933 création du Fc Alisontia Steinsel sous la présidence de SCHWARTZ Georges
Secrétaire: GREIVELDINGER Nicolas
Caissier: BAUSCH Edouard
Membre: GUILLAUME Jean, HEIN Joseph, KAYSER Jean-Pierre, SPANIER Michel, THESEN Nicolas.
la composition de la première équipe:
PLEIMLING Emile, SPANIER Jean-Pierre, MENTGEN Henri, HANTEN Michel, BIERMANN Léon, TINTINGER Pierre, KASS Nico, CANNIVE Nico, DUPONT Nico (C), SPANIER Nico et MENTGEN Theo
Dans les années d'avant-guerre le FC Alisontia se trouvait encore en concurrence avec un club "clandestin" de Heisdorf. Dans les années 40 lors de la 2ème guerre mondiale beaucoup de jeunes étaient enrôles de force, le nombre des joueurs dans les clubs de football se réduisit considérablement, pour cette cause le club de Kopstal était dissout et plusieurs de ses joueurs s'affiliaient au FC Alisontia Steinsel. C'est après 1945, sous l'impulsion de quelques sportifs tenaces et infatigables aux noms de Bausch, Gillander, Spanier, Steinmetz, Thesen et autres, que le club prenait son élan pour devenir champion de la 3ème division en 1948 et même faire une deuxième montée consécutive l'année d'après pour atteindre la 1ème division.

## Parcours du club
- 3e division : 1933 - 2002 (champion, montée en 2e division)
- 2e division : 2002 - 2009 (montée en 1re division)
- 1re division : 2009 - 2010 (descente en 2e division)
- 2e division : 2010 - 2011 (descente en 3e division)
- 3e division : 2011 - 2012 (montée en 2e division)
- 2e division : 2012 - 2015 (champion, montée en 1re division)
- 1re division : 2016 - 2019 (champion, montée en Promotion d'Honneur)